# 92

## Decese
- dată necunoscută: Antipa din Pergam  (n. ?)